# Winx Club - Join the Club
Winx Club - Join the Club è un videogioco del 2007 sviluppato e pubblicato dalla Konami per PlayStation Portable. Il gioco è ispirato al cartone animato Winx Club.

## Trama
Il malvagio Lord Darkar è ritornato per impossessarsi di un antico manufatto, con il quale si può ottenere un potere tale da sconfiggere la magia di Alfea. Per Bloom, Stella, Flora, Musa, Tecna e Aisha è il momento di entrare in azione e sventare i piani del crudele Darkar, grazie alla propria magia.

## Modalità di gioco
All'inizio del gioco è possibile scegliere con quale delle sei protagoniste si ha intenzione di intraprendere l'avventura. A seconda del personaggio scelto i poteri e lo stile di gioco saranno del tutto differenti. È possibile personalizzare l'aspetto delle sei Winx e addobbare la propria stanza con nuovi oggetti che vengono sbloccati ogni volta che viene completata una fase del gioco. È inoltre possibile scambiarsi tali oggetti tramite connettività wireless fra due PSP.